# North Scarle
North Scarle är en ort och civil parish  i Storbritannien.   Den ligger i grevskapet Lincolnshire och riksdelen England, i den sydöstra delen av landet, 190 km norr om huvudstaden London. North Scarle ligger 10 meter över havet och antalet invånare är 533.
Terrängen runt North Scarle är mycket platt. Runt North Scarle är det ganska tätbefolkat, med 108 invånare per kvadratkilometer. Närmaste större samhälle är Lincoln, 13,2 km öster om North Scarle. Trakten runt North Scarle består till största delen av jordbruksmark.